# Stadionul Aper Aku
Aper Aku este un stadion de fotbal situat în orașul Makurdi, Nigeria. Are o capacitate de 15.000 locuri și este folosit ca și teren gazdă de către echipa Lobi Stars F.C..